# Basismetalle
Zu den Basismetallen werden Metalle gezählt, die in relativ hoher Tonnage produziert und häufig als Hauptbestandteil in Legierungen eingesetzt werden. Dazu gehören unter anderem Eisen, Aluminium, Kupfer, Zink, Blei und Nickel (s. Abbildung 1).

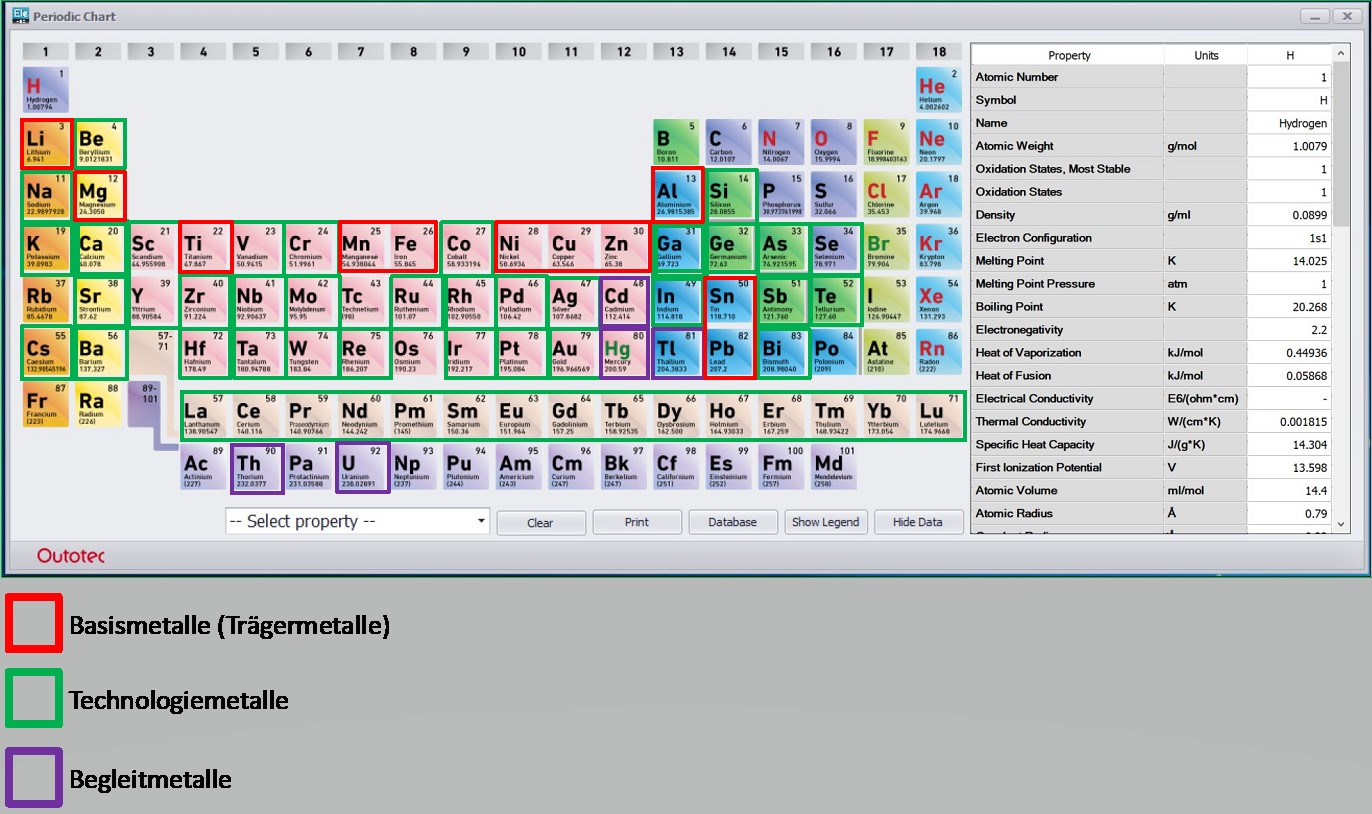
Vereinfachte und robuste Gruppierung der Elemente im „Metalle vernetzen Zukunft“-Paradigma

Aktuelle Klassifikationen von Metallen, die sich an den Anwendungsgebieten der Metalle orientieren, unterscheiden zwischen Basismetallen, Technologiemetallen und Begleitmetallen. Als Synonyme für Basismetalle werden auch die Begriffe Hauptmetalle oder Trägermetalle verwendet.
Basismetalle sind elementare Bestandteile einer funktionierenden Kreislaufwirtschaft. Das Metallrad veranschaulicht, wie die Basismetalle mit den anderen Metallen in der Natur und beim Recycling in Zusammenhang stehen und welche Bedeutung sie für die Kreislaufwirtschaft haben.